# Prudential Center
Prudential Center (lub The Rock) – hala sportowa znajdująca się w Newark w Stanach Zjednoczonych.

## Użytkownicy
- New Jersey Devils (NHL)
- New Jersey Ironmen (MISL)
- Seton Hall Pirates (NCAA)

## Wydarzenia
Hala jest również areną zmagań bokserskich. Walczyli tu między innymi polscy pięściarze Tomasz Adamek oraz Krzysztof Głowacki.

## Informacje
- rozpoczęcie prac budowlanych: 3 października 2005
- otwarcie: 25 października 2007
- pojemność:
  - piłka nożna: 17 500 miejsc
  - hokej: 17 625 miejsc
  - koszykówka: 18 500 miejsc
  - koncert: 19 500 miejsc